# Seleção Tailandesa de Futebol
A Seleção Tailandesa de Futebol representa a Tailândia nas competições de futebol da FIFA.
Participou de seis edições da Copa da Ásia, sendo seu melhor resultado o terceiro lugar já na primeira participação, em 1972.
Desde 1974, a Tailândia tenta uma vaga em uma Copa do Mundo, mas não teve sucesso em nenhuma dessas tentativas; na primeira participação, ficou em último lugar num grupo que teve ainda Coreia do Sul, Israel (na época filiado à AFC) e Malásia, sem conquistar nenhum ponto. As únicas vezes que esteve próxima da classificação foi quando chegou até a terceira fase das eliminatórias asiáticas em 2010, 2014 e 2018, porém terminando sempre como lanterna de seu grupo.
Seus títulos são todos em escala regional: foram 7 no Campeonato da ASEAN (atual Copa AFF) e 9 nos Jogos do Sudeste Asiático. As maiores rivalidades dos Elefantes de Guerra são contra Malásia, Indonésia, Singapura, Vietnã e Myanmar.

## Cores do uniforme
Em outubro de 2007, a Nike (substituta da FBT como fornecedora) alterou as cores do uniforme da seleção, que era predominantemente vermelho: passou a ser amarelo (cor oficial da monarquia), em homenagem aos 80 anos do rei Bhumibol Adulyadej - a Tailândia chegou a usar a cor em dois amistosos, contra China e Catar. A combinação reserva era completamente azul.
Com a morte de Bhumibol em 2016, a Warrix Sport (fornecedora dos uniformes) alterou novamente as cores em janeiro de 2017, novamente em homenagem ao rei: o uniforme 1 adotou o preto (com 2 listras horizontais brancas em cada manga), enquanto a segunda combinação era branca.
Em março de 2018, a seleção passa a adotar o uniforme predominamente azul como o uniforme titular e o vermelho como reserva (entre 2019 e 2021, usou tons mais escuros nas duas cores), além de lançar uma terceira combinação em branco e preto, usado até 2020, sendo substituído pelo amarelo. O terceiro uniforme voltaria a ser novamente branco no ano seguinte, adotando posteriormente detalhes em vermelho e azul.

## Campanhas de destaque
- Universíada
  - medalha de bronze - 2007

## Recordes
- Atualizado até 11 de junho de 2024
- Jogadores em negrito ainda em atividade pela Seleção Tailandesa.